# Kellolampi (sjö i Rovaniemi, Lappland, Finland)
Kellolampi eller Kulolampi är en sjö i Finland. Den ligger i kommunen Rovaniemi i landskapet Lappland, i den norra delen av landet, 700 km norr om huvudstaden Helsingfors. Kulolampi ligger 97,4 meter över havet. Arean är 10,3 hektar och strandlinjen är 1,47 kilometer lång. Sjön  ingår i Kemi älvs huvudavrinningsområde. 